# Antonio Nicolazzini
Antonio Nicolazzini (Vercelli, 13 giugno 1929) è un ex calciatore italiano, di ruolo centrocampista.

## Caratteristiche tecniche
Giocava come ala.

## Carriera

### Club
Nicolazzini, nativo di Vercelli, esordì in prima squadra nella Pro nel corso della Serie B 1946-1947, a circa 18 anni: alla sua prima stagione in Serie B registrò quell'unica presenza. Nella Serie B 1947-1948 fu titolare della squadra vercellese, scendendo in campo in 33 occasioni. Retrocesso al termine del campionato, disputò tre tornei di Serie C. Nel 1951 passò al Torino, in Serie A, e debuttò nella massima serie nazionale il 4 maggio 1952, contro la Sampdoria a Genova. Durante la Serie A 1951-1952 rimase ai margini della prima squadra, e non ebbe altre occasioni di giocare. Lasciato il Torino fu prestato all'Empoli nella Serie C 1952-1953 prima di trasferirsi all'Alessandria, rientrando così nel campionato di Serie B. In due tornei assommò 14 presenze, arrivando a 48 in seconda serie. Tornato al Torino nel 1955, chiuse la carriera dopo due stagioni in Serie C con la Salernitana, avendo assommato una presenza in Serie A, 48 in Serie B e oltre 90 in Serie C.